# 霍爾茲沃思冰川
86°30′S 154°0′W / 86.500°S 154.000°W
霍爾茲沃思冰川（英語：Holdsworth Glacier），是南極洲的冰川，位於阿蒙森海岸，處於亞歷山德拉皇后山脈地區，全長約15公里，發源自富勒穹，最終注入巴特利特冰川，現時由南極條約體系管理。